# Souvenir de Madame Léonie Viennot
Souvenir de Madame Léonie Viennot est un cultivar de rosier grimpant obtenu en 1898 par Alexandre et Pierre Bernaix. Ce beau rosier romantique figure toujours dans de nombreux catalogues du monde. Il s'agit de la rose thé de Bernaix la plus connue.

## Description
Ce rosier thé présente de grandes fleurs doubles (17-25 pétales) de couleur rose pêche, à nuances cuivrées, un peu lâches. Ses pétales sont joliment soyeux et récurvés. La floraison est légèrement remontante si le climat le permet. Les roses sont délicatement parfumées.
Son buisson très résistant et vigoureux s'élève à 300 cm, voire 500 cm s'il est bien conduit, pour une envergure de plus de 200 cm. Il supporte des hivers à -15° -20°, ainsi que la mi-ombre. Il doit être traité contre les maladies du rosier. 'Souvenir de Madame Léonie Viennot' est une excellente variété pour les climats chauds.

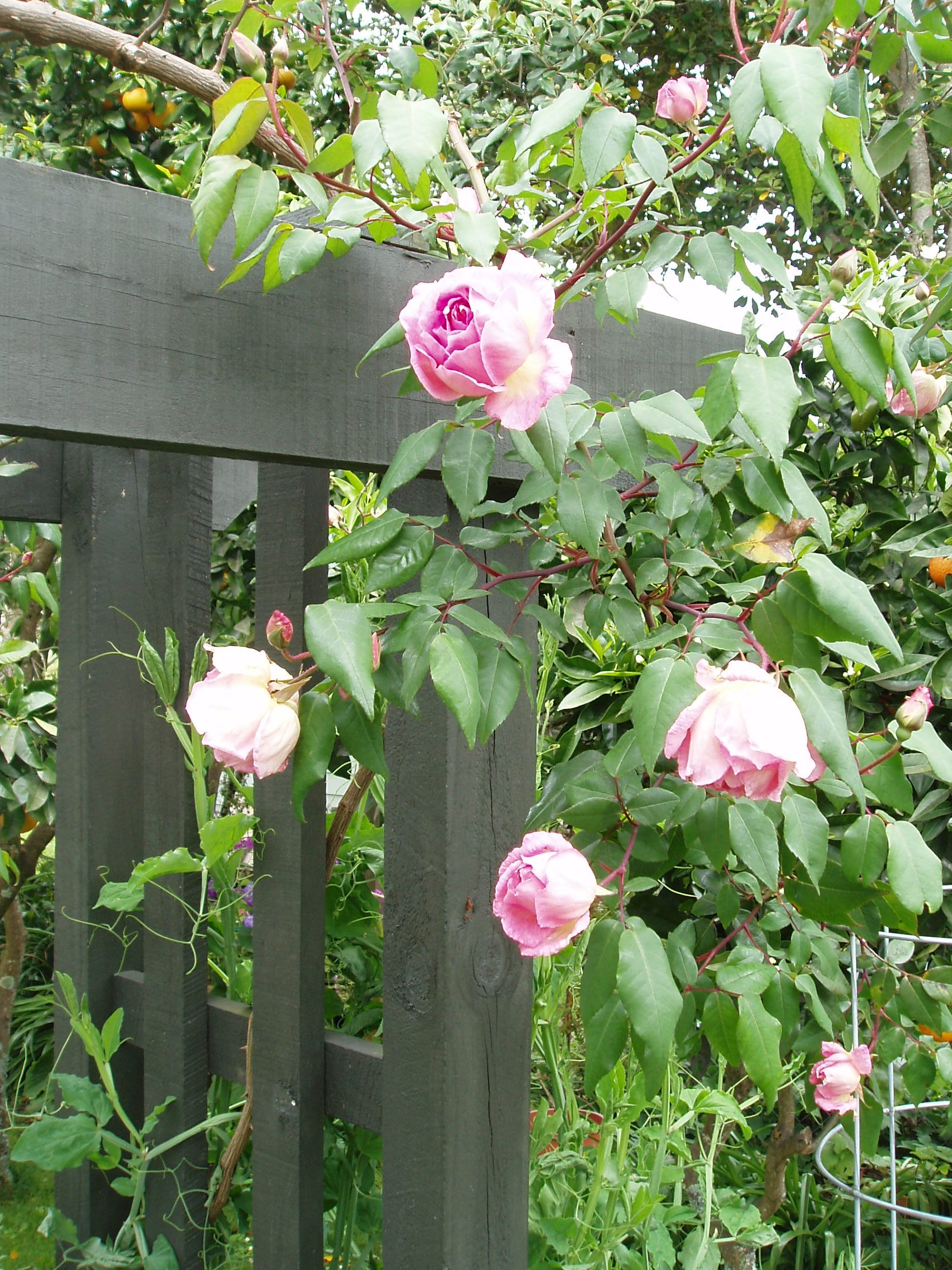
Buisson de 'Souvenir de Madame Léonie Viennot'.

Il est issu de 'Gloire de Dijon' (Jacotot, 1850) et d'un semis non nommé,.

## Descendance
Par croisement avec Rosa gigantea Collett ex Crépin, il a donné naissance à 'Belle Portugaise' (Cayeux, 1903).

## Bibliograpbie
- François Joyaux, Nouvelle Encyclopédie des roses anciennes, Ulmer, 2005.